# Pierrefiche (Lozère)
Pierrefiche ist eine französische Gemeinde  mit 160 Einwohnern (Stand 1. Januar 2022) im Département Lozère in der Region Okzitanien. Sie gehört zum Arrondissement Mende und zum Kanton Grandrieu. Die Gemeinde grenzt im Nordosten an Saint-Jean-la-Fouillouse, im Norden an Chastanier, im Osten an Rocles, im Süden an Chaudeyrac und im Südwesten an Châteauneuf-de-Randon.

## Bevölkerungsentwicklung
| Jahr      | 1962 | 1968 | 1975 | 1982 | 1990 | 1999 | 2008 | 2018 |
| --------- | ---- | ---- | ---- | ---- | ---- | ---- | ---- | ---- |
| Einwohner | 220  | 134  | 156  | 147  | 123  | 153  | 162  | 164  |